# Лосненское сельское поселение
Лосненское сельское поселение — упразднённое муниципальное образование в составе Починковского района Смоленской области России.
Административный центр — деревня Лосня.
Образовано Законом Смоленской области от 28 декабря 2004 года. Упразднено Законом Смоленской области от 20 декабря 2018 года с включением к 1 января 2019 года всех входивших в его состав населённых пунктов в Мурыгинское сельское поселение.

## Географические данные
- Общая площадь: 176,05 км²
- Расположение: северная часть Починковского района
- Граничило:
  - на востоке — с Глинковским районом
  - на юго-востоке — с Ленинским сельским поселением
  - на юге — с Переснянским сельским поселением
  - на западе — с Мурыгинским сельским поселением
  - на северо-западе — с Смоленским районом
  - на севере — с Кардымовским районом
- По территории поселения проходит железная дорога Смоленск — Рославль, имеются станции: Яново, Рябцево, оп. 349-й км., Панская.
- Крупная река Днепр.

## Население
| 2007  | 2011  | 2012  | 2013  | 2014  | 2015  | 2016  |
| ----- | ----- | ----- | ----- | ----- | ----- | ----- |
| 2464  | ↘1913 | ↗1944 | ↘1937 | ↗2042 | ↗2068 | ↘2042 |
| 2017  | 2018  | 2019  |       |       |       |       |
| ↘2032 | ↘2003 | ↘1983 |       |       |       |       |

## Населённые пункты
В состав поселения входили следующие населённые пункты:
- Лосня, деревня
- Авдотьино, деревня
- Акулы, деревня
- Арефино, деревня
- Белоручье, деревня
- Быково, деревня
- Верхние Немыкари, деревня
- Дементьево, деревня
- Долгомостье, деревня
- Заборье, деревня
- Загорье, деревня
- Коленово, деревня
- Кучино, деревня
- Лазарево, деревня
- Лихачево, деревня
- Нижние Немыкари, деревня
- Панское-1, деревня
- Панское-2, деревня
- Панское-3, деревня
- Рожново, деревня
- Рябцево, деревня
- Сверчково, деревня
- Свиридоново, деревня
- Старинки, деревня
- Труханово, деревня
- Харинки, деревня
- Яново, деревня

## Экономика
Спиртзавод «Яновский» (входит в ОАО «Бахус»), гравийно-щебёночный завод.